# Czerwona Studzienka
Czerwona Studzienka – jaskinia w Dolinie Małej Łąki w Tatrach Zachodnich. Wejście do niej znajduje się w Czerwonym Grzbiecie, w pobliżu jaskini Zośka, na wysokości 1830 metrów n.p.m. Długość jaskini wynosi 12 metrów, a jej deniwelacja też 12 metrów.

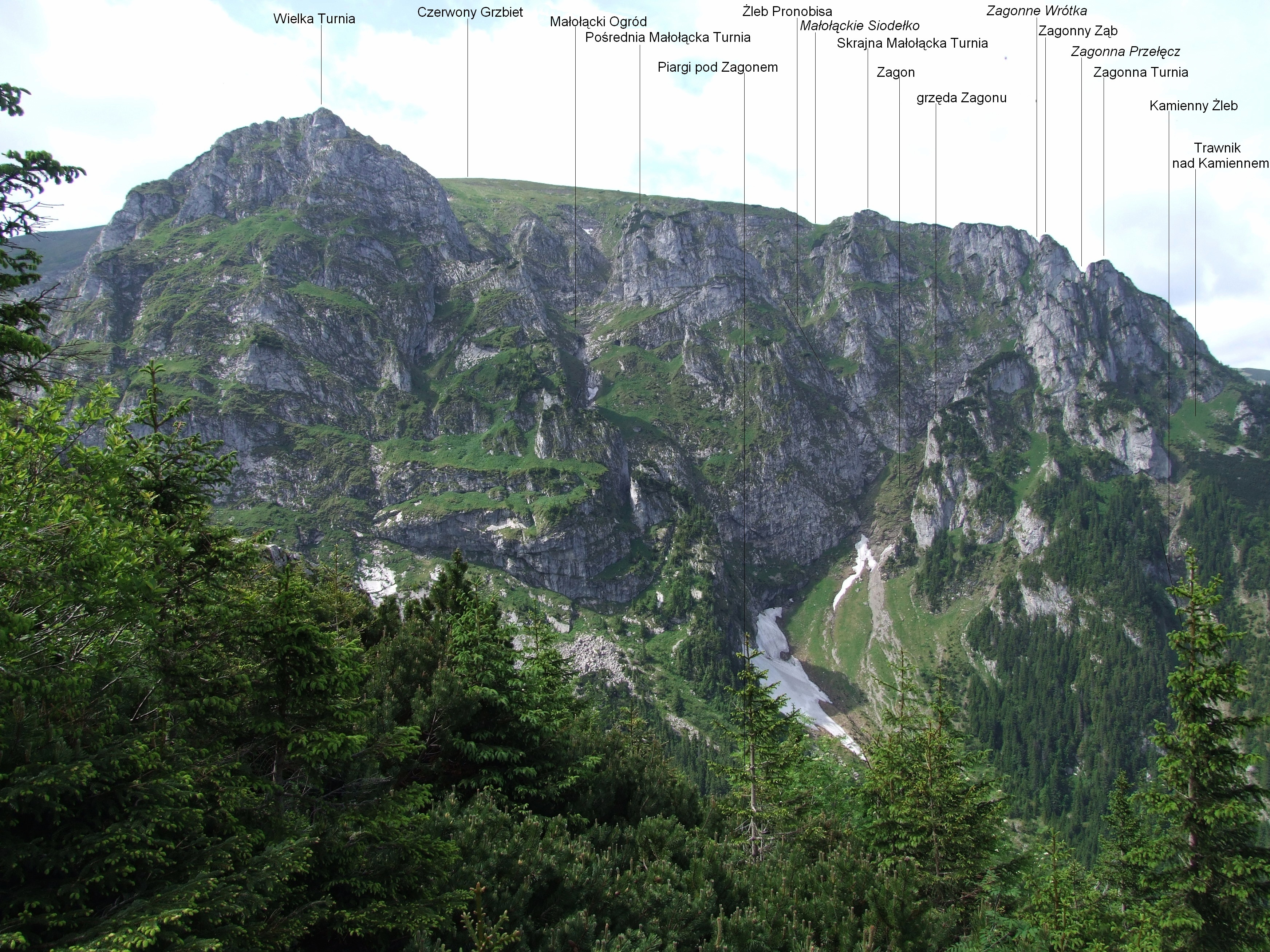
Czerwony Grzbiet od strony Doliny Małej Łąki

## Opis jaskini
Jaskinię stanowi pionowa studnia o 1,5-metrowej średnicy.

## Przyroda
W jaskini brak jest nacieków. Ściany są suche, nie ma na nich roślinności.

## Historia odkryć
Jaskinię odkryli w lipcu 2001 roku S. Szadkowski i Z.Tabaczyński ze Speleoklubu Tatrzańskiego w Zakopanem.